# Anne Hamilton, III duchessa di Hamilton
Anne Hamilton, III duchessa di Hamilton (Londra, 6 gennaio 1631 – Hamilton, 17 ottobre 1716), è stata una nobildonna scozzese.

## Biografia

### Infanzia
Era la figlia di James Hamilton, I duca di Hamilton, generale scozzese e primo pari del regno e Lady Margaret Feilding, figlia di William Feilding, I conte di Denbigh e Lady Susan Villiers una sorella di George Villiers, I duca di Buckingham.
Anne nacque nel palazzo di Whitehall, residenza dei reali inglesi dove sua madre era Lady of the Bedchamber della moglie di re Carlo I Stuart, la regina Enrichetta Maria.

### Duchessa di Hamilton

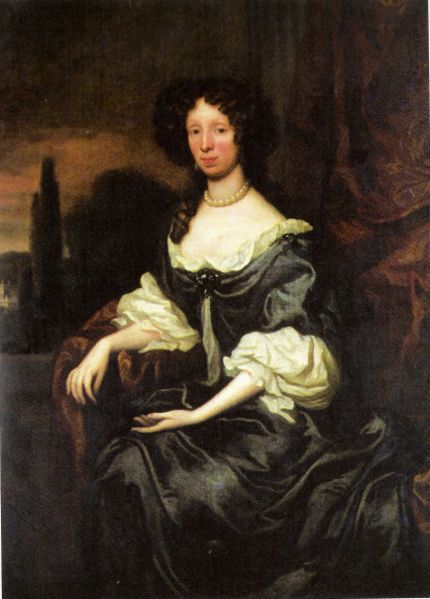
Ritratto della duchessa Anne Hamilton di Sir Godfrey Kneller, 1682, Lennoxlove House

Quando il padre, venne condannato a morte per alto tradimento dal Parlamento inglese, il titolo passò allo zio di Anne, William. Quando, nel 1650, a seguito delle ferite ricevute nella battaglia di Worcester, anche lo zio morì, Anne ricevette il ducato di Hamilton e divenne Duchessa come previsto dalla normativa in mancanza di eredi maschi.
Ella inoltre, per parte di suo padre, era in linea di successione al trono di Scozia nel caso del fallimento della casata degli Stuart. Anne discendeva infatti da Giacomo II di Scozia attraverso il matrimonio del I Lord Hamilton con la figlia di Giacomo, Mary. Un suo antenato, il II Conte di Arran, era stato erede presunto al trono dalla morte del reggente il Duca di Albany sino alla nascita di Giacomo VI ed era stato reggente di Scozia durante l'assenza in Francia di Maria, regina degli Scozzesi.

### Matrimonio

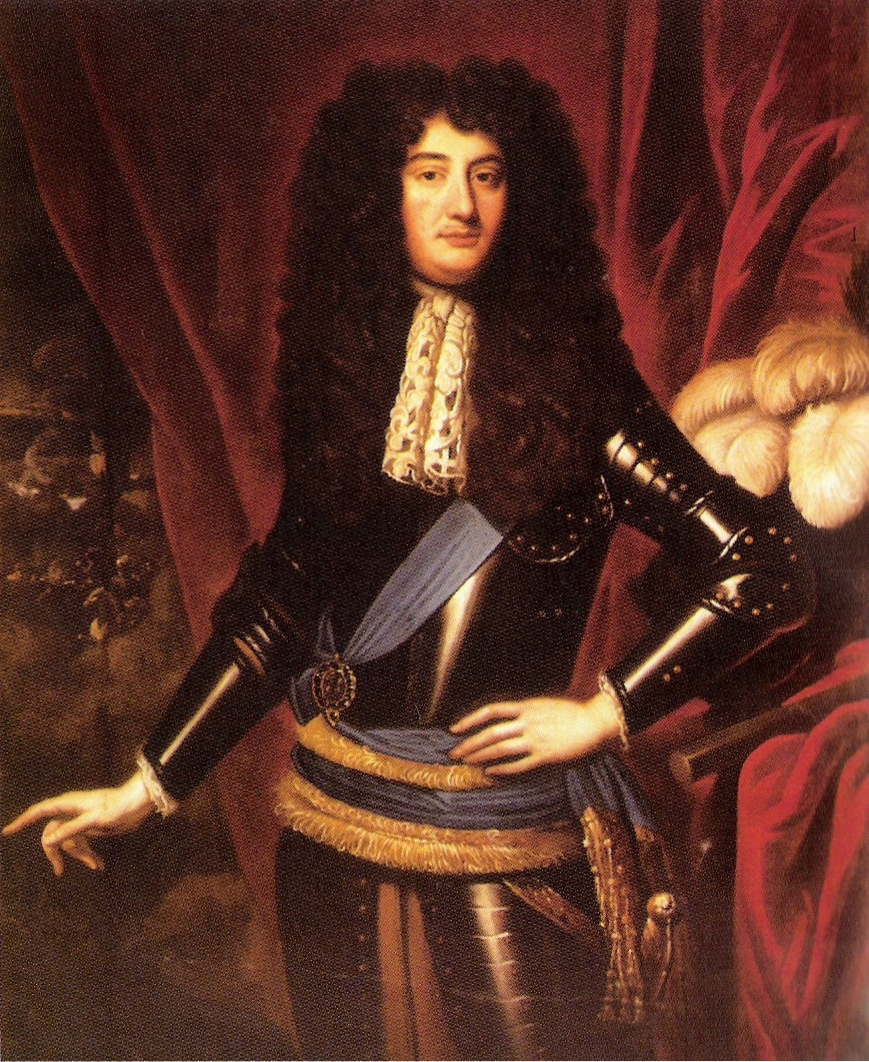
William Douglas, duca di Hamilton, ritratto di Sir Godfrey Kneller

Sposò nel 1656, nella chiesa di Corstorphine vicino a Edimburgo, William Douglas, I conte di Selkirk, un figlio minore di William Douglas, I marchese di Douglas. Selkirk fu creato Duca di Hamilton a vita, inclusi i titoli sussidiari relativi al Ducato de jure uxoris, e nel 1660, assunse il cognome Douglas-Hamilton. Tra il 1657 ed il 1673, la coppia ebbe 13 figli.

### Impegno nell'edilizia

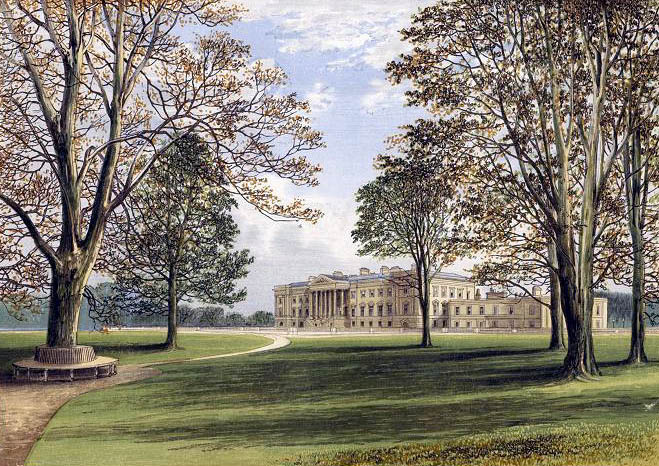
Hamilton Palace

Dopo il suo matrimonio, la Duchessa e il marito gettarono le basi per quella che sarebbe stata la più grande residenza privata dell'emisfero occidentale, Hamilton Palace.
La residenza venne costruita sul luogo comunemente noto come Palace o The Orchard, dove già era presente una costruzione in forma di corte nei "Low Parks of Hamilton". Gli Hamilton avevano vissuto qui per diversi secoli sin dal XIV secolo.
Il progetto venne affidato dalla duchessa nel 1684 all'architetto James Smith il quale rimodellò la struttura esistente, rimuovendo la parte a sud della precedente costruzione per ingrandire l'intera struttura e farle prendere la tipica forma a U.
Altro lavoro portato avanti dalla Duchessa fu la costruzione di una nuova scuola a Hamilton (rinominata nel 1848 Hamilton Academy) che originariamente era stata pensata dal suo bisnonno John Hamilton, I marchese di Hamilton e posta presso la chiesa di Hamilton Palace già a fine Cinquecento. Nel 1714 la Duchessa presentò la sua nuova scuola all'amministrazione cittadina di Hamilton ed a tale uso essa rimase deputata sino al 1848, appunto, quando venne spostata in un nuovo edificio.

## Discendenza
Dal matrimonio tra Anne e William Douglas nacquero:
- Lady Mary Hamilton (1657–1666);
- James Hamilton, IV duca di Hamilton (1658–1712);
- Lord William Hamilton (1659–1681);
- Lady Anna Hamilton (1661–1663);
- Lady Catherine Hamilton (1662–1707), sposò John Murray, I duca di Atholl, ebbero tredici figli;
- Charles Hamilton (1664–1739);
- John Hamilton (1665–1744), sposò Anne Kennedy, ebbero tre figli;
- George Hamilton (1666–1737), sposò lady Elizabeth Villiers, ebbero tre figli;
- Lady Susan Hamilton, sposò in prime nozze John Cochrane, IV conte di Dundonald ed ebbero tre figli, sposò in seconde nozze John Hay, II marchese di Tweeddale ed ebbero tre figli;
- Lady Margaret Hamilton (1668–1731, sposò James Maule, IV conte di Panmure, non ebbero figli;
- Lady Anna Hamilton (1669 morì nell'infanzia)
- Lord Basil Hamilton (1671–1701), sposò Mary Dunbar di Baldoon, ebbero quattro figli;
- Lord Archibald Hamilton (1673–1754), sposò Lady Jane Hamilton, ebbero sei figli

## Ascendenza
|                                         |                    |                                          | Genitori                                  |  |  | Nonni |  |  | Bisnonni                              |  |  | Trisnonni                         |  |
|                                         |                    |                                          |                                           |  |  |       |  |  | John Hamilton, I marchese di Hamilton |  |  | James Hamilton, II conte di Arran |  |
|                                         |                    |                                          |                                           |  |  |       |  |  | John Hamilton, I marchese di Hamilton |  |  | James Hamilton, II conte di Arran |  |
|                                         |                    | lady Margaret Douglas                    |                                           |  |  |       |  |  | John Hamilton, I marchese di Hamilton |  |  |                                   |  |
| James Hamilton, II marchese di Hamilton |                    |                                          |                                           |  |  |       |  |  | John Hamilton, I marchese di Hamilton |  |  |                                   |  |
|                                         |                    | Margaret Lyon                            | John Lyon, VII lord Glamis                |  |  |       |  |  |                                       |  |  |                                   |  |
|                                         |                    | Margaret Lyon                            | John Lyon, VII lord Glamis                |  |  |       |  |  |                                       |  |  |                                   |  |
|                                         |                    | Margaret Lyon                            | Janet Keith                               |  |  |       |  |  |                                       |  |  |                                   |  |
| James Hamilton, I duca di Hamilton      |                    | Margaret Lyon                            |                                           |  |  |       |  |  |                                       |  |  |                                   |  |
|                                         |                    | James Cunningham, VII conte di Glencairn | William Cunningham, VI conte di Glencairn |  |  |       |  |  |                                       |  |  |                                   |  |
|                                         |                    | James Cunningham, VII conte di Glencairn | William Cunningham, VI conte di Glencairn |  |  |       |  |  |                                       |  |  |                                   |  |
|                                         |                    | James Cunningham, VII conte di Glencairn | Janet Gordon                              |  |  |       |  |  |                                       |  |  |                                   |  |
| lady Ann Cunningham                     |                    | James Cunningham, VII conte di Glencairn |                                           |  |  |       |  |  |                                       |  |  |                                   |  |
|                                         |                    | Margaret Campbell                        | sir Colin Campbell                        |  |  |       |  |  |                                       |  |  |                                   |  |
|                                         |                    | Margaret Campbell                        | sir Colin Campbell                        |  |  |       |  |  |                                       |  |  |                                   |  |
|                                         |                    | Margaret Campbell                        | Catherine Ruthven                         |  |  |       |  |  |                                       |  |  |                                   |  |
| Anne Hamilton, III duchessa di Hamilton |                    | Margaret Campbell                        |                                           |  |  |       |  |  |                                       |  |  |                                   |  |
|                                         | sir Basil Feilding | sir William Feilding                     |                                           |  |  |       |  |  |                                       |  |  |                                   |  |
|                                         | sir Basil Feilding | sir William Feilding                     |                                           |  |  |       |  |  |                                       |  |  |                                   |  |
|                                         | sir Basil Feilding | Dorothy Lane                             |                                           |  |  |       |  |  |                                       |  |  |                                   |  |
| William Feilding, I conte di Denbigh    | sir Basil Feilding |                                          |                                           |  |  |       |  |  |                                       |  |  |                                   |  |
|                                         |                    | Elizabeth Aston                          | sir Walter Aston                          |  |  |       |  |  |                                       |  |  |                                   |  |
|                                         |                    | Elizabeth Aston                          | sir Walter Aston                          |  |  |       |  |  |                                       |  |  |                                   |  |
|                                         |                    | Elizabeth Aston                          | Elizabeth Leveson                         |  |  |       |  |  |                                       |  |  |                                   |  |
| lady Margaret Feilding                  |                    | Elizabeth Aston                          |                                           |  |  |       |  |  |                                       |  |  |                                   |  |
|                                         |                    | sir George Villiers                      | William Villiers                          |  |  |       |  |  |                                       |  |  |                                   |  |
|                                         |                    | sir George Villiers                      | William Villiers                          |  |  |       |  |  |                                       |  |  |                                   |  |
|                                         |                    | sir George Villiers                      | Coletta Clarke                            |  |  |       |  |  |                                       |  |  |                                   |  |
| lady Susan Villiers                     |                    | sir George Villiers                      |                                           |  |  |       |  |  |                                       |  |  |                                   |  |
|                                         |                    | Mary Beaumont, contessa di Buckingham    | Anthony Beaumont                          |  |  |       |  |  |                                       |  |  |                                   |  |
|                                         |                    | Mary Beaumont, contessa di Buckingham    | Anthony Beaumont                          |  |  |       |  |  |                                       |  |  |                                   |  |
|                                         |                    | Mary Beaumont, contessa di Buckingham    | Anne Armstrong                            |  |  |       |  |  |                                       |  |  |                                   |  |
|                                         |                    | Mary Beaumont, contessa di Buckingham    |                                           |  |  |       |  |  |                                       |  |  |                                   |  |